# Petter Larsen
Petter Andreas Larsen (Oslo, 6 de diciembre de 1890-Oslo, 13 de septiembre de 1946) fue un deportista noruego que compitió en vela en la clase 12 Metre. Fue hijo del también regatista Alfred Larsen.
Participó en los Juegos Olímpicos de Estocolmo 1912, obteniendo una medalla de oro en la clase 12 Metre.

## Palmarés internacional
| Juegos Olímpicos | Juegos Olímpicos   | Juegos Olímpicos | Juegos Olímpicos |
| Año              | Lugar              | Medalla          | Clase            |
| ---------------- | ------------------ | ---------------- | ---------------- |
| 1912             | Estocolmo (Suecia) | Medalla de oro   | 12 Metre         |